# 三宅博 (医学者)
三宅 博（みやけ ひろし、1901年9月5日 - 1993年12月18日）は、日本の医学者。九州大学名誉教授。専門は消化器外科学。胆石症の権威。

## 経歴
九州帝国大学医学部第一外科初代教授を務めた三宅速の長男として徳島県に生まれる。福岡県立中学修猷館、旧制佐賀高等学校を経て、1927年九州帝国大学医学部を卒業。
大学卒業後、九大医学部の赤岩八郎教授の第一外科に入局。助手を経て、1933年1月講師となり、1934年3月助教授に就任。その後、1934年10月から1936年8月にかけて在外研究員としてドイツに留学し、キール大学のアンシュッツ（Wilhelm Anschütz）教授に師事する。
1938年7月長崎医科大学第一外科教授、1941年12月岡山医科大学第一外科教授を務めた後、1947年7月、父が初代教授を務めた九州大学医学部第一外科の第4代教授に就任。1956年8月から1958年7月まで九州大学医学部附属病院院長も務めている。
1965年3月九州大学を定年退官。その後九州中央病院院長に就任している。1964年「胆石症の成因ならびにその治療に関する研究」により日本医師会医学賞受賞。1971年胆石症の研究により武田医学賞受賞。

## 家族・親族
- 父：三宅速は外科医。
- 岳父：佐多愛彦は大阪医科大学（大阪大学医学部の前身）学長を務めた病理学者。
- 義弟：佐多保之は医療機器会社「東機貿」創業者。
- 長男：三宅進は心理学者。
- 長女：比企寿美子はノンフィクション作家・エッセイスト。北里大学名誉教授で連合三田会第9代会長を務めた比企能樹の夫人 。

## エピソード
父・三宅速は、治療を通じてアインシュタインと親交があり、1922年12月24日、来日したアインシュタイン夫妻が福岡市大名町の速の自宅に訪れ、博も交えて家族ぐるみで歓談している。その帰り際、玄関でアインシュタインが靴を履こうとしたところ、運悪く靴紐が切れてしまったため、博がアインシュタインの足元にかがみその切れた靴紐を繋ぎ結んだところ、アインシュタインが「いい子だ」と言って博の頭を撫でてくれたという。

## 著書
- 『胆石症』 金原出版、1970年